# Jean Cristofol

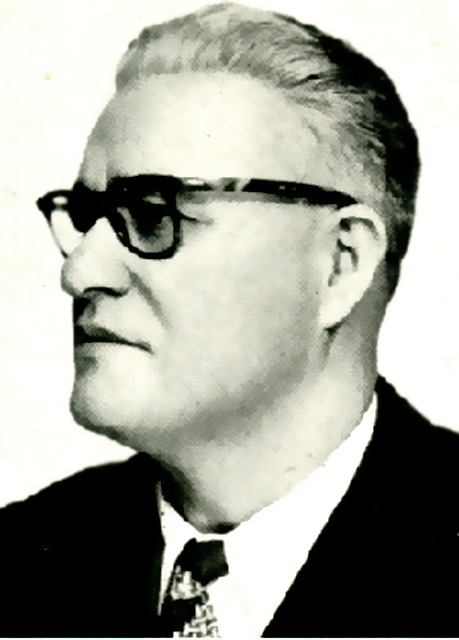
Jean Cristofol

Jean Cristofol (* 24. März 1901; † 21. November 1957 in Villejuif) war ein französischer kommunistischer Politiker. Von 1936 bis 1940 und von 1946 bis 1957 war er Mitglied der Nationalversammlung.
Cristofol war von 1936 bis 1940 zum ersten Mal Abgeordneter der Nationalversammlung. Aufgrund der deutschen Besatzung wurde er als Kommunist im April 1940 verhaftet. 1941 wurde er nach Algier verlegt, wo er im Februar 1943 befreit wurde. In Algerien arbeitete er am Wiederaufbau der Kommunistischen Partei mit. Direkt nach der Befreiung wurde Cristofol zum Stadtrat von Marseille ernannt. Dieses Amt behielt er bei den Kommunalwahlen im Jahr 1945, aus denen eine Koalition zwischen den Sozialisten um Gaston Defferre und den Kommunisten um François Billoux folgte. Von 1946 bis 1947 war er kurzzeitig Bürgermeister der Stadt, wurde aber wenig später von Michel Carlini abgelöst. Gleichzeitig gelang ihm 1946 der erneute Einzug in die Nationalversammlung. Cristofol behielt sein Amt, bis er am 21. November 1957 in Villejuif bei Paris an Lungenkrebs starb.